# Talledo
Talledo es una localidad española del municipio de Castro-Urdiales, perteneciente a la comunidad autónoma de Cantabria.

## Geografía
La localidad está enclavada en la falda del Mello (626 metros), que separa Cantabria de Vizcaya. Se encuentra a 280 m s. n. m. y a 11 kilómetros de la capital municipal, Castro-Urdiales.

## Historia
Hacia mediados del siglo XIX, el lugar ya pertenecía a Castro-Urdiales. Aparece descrito en el decimocuarto volumen del Diccionario geográfico-estadístico-histórico de España y sus posesiones de Ultramar de Pascual Madoz con las siguientes palabras:

TALLEDO: ald. en la prov. Santander, part. jud. de Castro-Urdiales, correspondiente al l. de Onton: es la mas elevada y tiene por límite una sierra llamada el pico de Mello, que divide las jurisd. de Onton y Galdames, y por consiguiente las prov. de Santander y Vizcaya.
(Madoz, 1849, p. 578)

En 2023, la entidad singular tenía empadronados 38 habitantes y el núcleo de población, también 38.